# Inge Viett

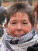
Inge Viett w 2011 roku

Inge Viett (ur. 12 stycznia 1944 w Barsbüttel koło Hamburga, zm. 9 maja 2022) – niemiecka skrajnie lewicowa terrorystka, działaczka „Ruchu 2 Czerwca” i RAF.

## Życiorys
Od 1946 r. (odkąd miała 4 lata) wychowywała się w domu dziecka i rodzinie zastępczej, od której uciekła, mając lat 15. Osiadła w Hamburgu, pracowała dorywczo i w nocnych klubach. W 1968 r. przeniosła się do Berlina Zachodniego, zaangażowała się politycznie, brała udział w demonstracjach opozycji pozaparlamentarnej (tzw. APO) a później została członkiem Ruchu 2 Czerwca.
Po rozpoczęciu działalności terrorystycznej brała udział w uprowadzeniu Petera Lorenza w 1975 r. Była dwukrotnie aresztowana i skazana, ale uciekała z więzienia. W lipcu 1976 wraz z Gabriele Rollnik, Moniką Berberich i Juliane Plambeck uciekła z zakładu dla kobiet. Z pomocą agentów Stasi przedostała się do NRD. W sierpniu 1981 postrzeliła w Paryżu francuskiego policjanta.
W 1982 r. uniknęła skazania znowu dzięki Stasi. Uciekła do NRD, gdzie żyła pod zmienionym nazwiskiem. Początkowo mieszkała w Dreźnie i zajmowała się fotografią. Z powodu podejrzeń musiała przenieść się do Magdeburga. Pracowała jako wychowawczyni obozu kolonijnego. Po upadku muru berlińskiego została aresztowana 12 czerwca 1990. Skazano ją w 1992 r. na trzynaście lat więzienia.
Zwolniono ją w styczniu 1997, gdy miała 53 lata. Po wyjściu z więzienia została pisarką. Często udzielała się medialnie. Do końca swojego życia nie odcięła się od swojej terrorystycznej przeszłości, usprawiedliwiając dokonywane zamachy.

## Publikacje
- Einsprüche! Briefe aus dem Gefängnis, Hamburg 1996.
- Nie war ich furchtloser: Autobiographie, Hamburg 1997.
- Cuba libre bittersüß: Reisebericht, Hamburg 1999.
- Morengas Erben: eine Reise durch Namibia. Hamburg 2004.